# Eddie Cheever
Edward "Eddie" McKay Cheever, Jr. (Phoenix, Arizona, 1958. január 10. –) egykori amerikai autóversenyző, volt Formula–1-es pilóta, az 1998-as indianapolisi 500 győztese.

## Pályafutása

### Kezdetek
Kezdetben a Formula–3-as, majd a Formula–2-es versenyeken tűnt ki.

### Formula–1
1977 végén már úgy tűnt, hogy 19 évesen sikerül bekerülnie a Formula–1-be. A Ferrari majdnem leigazolta, de végül Gilles Villeneuve-öt választotta. 1978-ban a Theodore-hoz került, majd két verseny után, amelyeken kvalifikálnia sem sikerült magát, a Hesketh színeiben állhatott rajthoz. Később visszatért a Formula–2-es mezőnybe, és csak 1980-ban, az Osella csapat tagjaként versenyezte végig a Formula–1-es idényt. 1981-ben a Tyrrellhez került, és öt futamon pontot is szerzett. 1982-ben a Ligier-vel a dobogóra is felállhatott, amikor Detroitban második lett. 1983-ban összetettben elért hatodik helyével élete legjobb Formula–1-es eredményét produkálta. Ezután két évig a Benetton-Alfa, majd három évig az Arrows versenyzője volt. Ezután az IndyCar mezőnyében folytatta pályafutását, ahol 1998-ban megnyerte az Indy 500-as versenyt.

### Grand Prix Masters
2005-ben és 2006-ban jelen volt a Grand Prix Masters széria összes versenyén. A sorozat mezőnyét visszavonult Formula–1-es versenyzők alkották, és a pilóták nagy részének életkora negyven és hatvan év között mozgott.
Az első futamot 2005-ben tartották a dél-afrikai Kyalamiban. Ezen a versenyen Eddie a nyolcadik helyen ért célba. 2006-ban két futamot tartottak, egyet a katari Losail International Circuit versenypályán, valamint egyet Silverstone-ban. Katarban a negyedik helyen zárt, mindössze három másodperc hátrányban a győztes Nigel Mansell mögött. A brit futamon magabiztos győzelmet aratott, megszakítva Mansell győzelmi sorozatát a bajnokságban.

## Eredményei

### Teljes Formula–1-es eredménysorozata
(Táblázat értelmezése)

(Félkövér: pole-pozícióból indult; dőlt: leggyorsabb kört futott) 

| Év   | Csapat     | 1      | 2      | 3      | 4      | 5      | 6      | 7      | 8      | 9      | 10     | 11     | 12     | 13     | 14     | 15     | 16     | Helyezés | Pont |
| ---- | ---------- | ------ | ------ | ------ | ------ | ------ | ------ | ------ | ------ | ------ | ------ | ------ | ------ | ------ | ------ | ------ | ------ | -------- | ---- |
| 1978 | Theodore   | ARG Nk | BRA Nk |        |        |        |        |        |        |        |        |        |        |        |        |        |        | -        | 0    |
| 1978 | Hesketh    |        |        | RSA Ki | USW    | MON    | BEL    | ESP    | SWE    | FRA    | GBR    | GER    | AUT    | NED    | ITA    | USA    | CAN    | -        | 0    |
| 1980 | Osella     | ARG Nk | BRA Nk | RSA Ki | USW Ki | BEL Nk | MON Nk | FRA Ki | GBR Ki | GER Ki | AUT Ki | NED Ki | ITA 12 | CAN Ki | USA Ki |        |        | -        | 0    |
| 1981 | Tyrrell    | USW 5  | BRA Hn | ARG Ki | SMR Ki | BEL 6  | MON 5  | ESP Hn | FRA 13 | GBR 4  | GER 5  | AUT Nk | NED Ki | ITA Ki | CAN 12 | CPL Ki |        | 12.      | 10   |
| 1982 | Ligier     | RSA Ki | BRA Ki | USW Ki | SMR    | BEL 3  | MON Ki | DET 2  | CAN 10 | NED Nk | GBR Ki | FRA 16 | GER Ki | AUT Ki | SUI Hn | ITA 6  | CPL 3  | 12.      | 15   |
| 1983 | Renault    | BRA Ki | USW 13 | FRA 3  | SMR Ki | MON Ki | BEL 3  | DET Ki | CAN 2  | GBR Ki | GER Ki | AUT 4  | NED Ki | ITA 3  | EUR 10 | RSA 6  |        | 6.       | 22   |
| 1984 | Alfa Romeo | BRA 4  | RSA Ki | BEL Ki | SMR 7  | FRA Ki | MON Nk | CAN 11 | DET Ki | DAL Ki | GBR Ki | GER Ki | AUT Ki | NED 13 | ITA 9  | EUR Ki | POR 17 | 16.      | 3    |
| 1985 | Alfa Romeo | BRA Ki | POR Ki | SMR Ki | MON Ki | CAN 17 | DET 9  | FRA 10 | GBR Ki | GER Ki | AUT Ki | NED Ki | ITA Ki | BEL Ki | EUR 11 | RSA Ki | AUS Ki | -        | 0    |
| 1986 | Haas Lola  | BRA    | ESP    | SMR    | MON    | BEL    | CAN    | DET Ki | FRA    | GBR    | GER    | HUN    | AUT    | ITA    | POR    | MEX    | AUS    | -        | 0    |
| 1987 | Arrows     | BRA Ki | SMR Ki | BEL 4  | MON Ki | DET 6  | FRA Ki | GBR Ki | GER Ki | HUN 8  | AUT Ki | ITA Ki | POR 6  | ESP 8  | MEX 4  | JPN 9  | AUS Ki | 10.      | 8    |
| 1988 | Arrows     | BRA 8  | SMR 7  | MON Ki | MEX 6  | CAN Ki | DET Ki | FRA 11 | GBR 7  | GER 10 | HUN Ki | BEL 6  | ITA 3  | POR Ki | ESP Ki | JPN Ki | AUS Ki | 12.      | 6    |
| 1989 | Arrows     | BRA Ki | SMR 9  | MON 7  | MEX 7  | USA 3  | CAN Ki | FRA 7  | GBR Nk | GER 12 | HUN 5  | BEL Ki | ITA Nk | POR Ki | ESP Ki | JPN 8  | AUS Ki | 11.      | 6    |

### Le Mans-i 24 órás autóverseny
| Év   | Csapat          | Autó                   | Csapattárs       | Csapattárs           | Helyezés | kiesés oka |
| ---- | --------------- | ---------------------- | ---------------- | -------------------- | -------- | ---------- |
| 1981 | Martini Racing  | Lancia Beta Montecarlo | Michele Alboreto | Carlo Facetti        | 8.       |            |
| 1986 | Silk Cut Jaguar | Jaguar XJR-6           | Derek Warwick    | Jean-Louis Schlesser | Kiesett  |            |
| 1987 | Silk Cut Jaguar | Jaguar XJR-8LM         | Raul Boesel      | Jan Lammers          | 6.       |            |

### Indy 500
| Év   | Modell      | Motor         | Rajthely | Eredmény | Csapat  |
| ---- | ----------- | ------------- | -------- | -------- | ------- |
| 1990 | Team Penske | Chevrolet     | 14.      | 8.       | Ganassi |
| 1991 | Lola        | Chevrolet     | 10.      | 31.      | Ganassi |
| 1992 | Lola        | Ford-Cosworth | 2.       | 4.       | Ganassi |
| 1993 | Lola        | Buick         | 33.      | 16.      | Menard  |
| 1994 | Lola        | Buick         | 11.      | 8.       | Menard  |
| 1995 | Lola        | Ford-Cosworth | 14.      | 31.      | Foyt    |
| 1996 | Lola        | Menard-Buick  | 4.       | 11.      | Menard  |
| 1997 | G-Force     | Oldsmobile    | 11.      | 23.      | Cheever |
| 1998 | Dallara     | Oldsmobile    | 17.      | 1.       | Cheever |
| 1999 | Dallara     | Infiniti      | 16.      | 18.      | Cheever |
| 2000 | Dallara     | Infiniti      | 10.      | 5.       | Cheever |
| 2001 | Dallara     | Infiniti      | 26.      | 25.      | Cheever |
| 2002 | Dallara     | Infiniti      | 6.       | 5.       | Cheever |
| 2006 | Dallara     | Honda         | 19.      | 13.      | Cheever |

## Fordítás
- Ez a szócikk részben vagy egészben  az   Eddie Cheever című angol Wikipédia-szócikk fordításán alapul.  Az eredeti cikk szerkesztőit annak laptörténete sorolja fel. Ez a jelzés csupán a megfogalmazás eredetét és a szerzői jogokat jelzi, nem szolgál a cikkben szereplő információk forrásmegjelöléseként.